# Look At Me
Look At Me (с англ. «взгляни на меня»), сокращенно LAM — российское интернет-издание о культуре и технологиях, которое существовало с 2006 по 2016 годы. Входило в издательский дом Look At Media. С 1 января 2016 года издание закрыто, сайт служит архивом старых статей.
Look At Me нередко называли ключевым изданием культуры хипстеров, указывая на аудиторию самого сайта и других изданий Look At Media. Издания The Village, Furfur и Wonderzine первоначально возникли как блоги или разделы на сайте Look At Me.

## История
Прародителем издания стал одноимённый блог про уличную моду, который Василий Эсманов вёл с 2006 года. Постепенно у Look At Me сформировалась редакция, пул материалов был расширен интервью и светской хроникой, и блог начал продавать рекламу. У Look At Me было пять основателей: журналисты Василий Эсманов и Алексей Амётов, бывший руководитель аналитического отдела маркетингового агентства «Кислород» Екатерина Базилевская, руководители дизайн-студии Nimbler Антон Гладкобородов и Кирилл Тен.
В 2007 году на основе блога запустилась социальная сеть с редакционными и пользовательскими материалами, тематика статей стала шире. Look At Me начал предлагать рекламные спецпроекты. Во время кризиса в 2008 году они смогли привлечь заёмные средства и расширить штат журналистами, уволенными из других изданий.
Первым новым изданием стал The Village, бывший раздел «Общество» сайта Look At Me. Он открылся на новом домене 1 апреля 2010 года. Спустя 10 месяцев на основе блога о мужской моде был запущен журнал Furfur — издание о мужчинах и их увлечениях, впоследствии ставшее неформальным молодёжным изданием. В июле 2013 раздел «Мода» переехал на собственный сайт под именем Wonderzine, который превратился в женское издание.
Сам Look At Me за это время пережил несколько смен дизайна и редакционной политики. Издание пробовало разные форматы. В 2012 году сайт закрыл пользовательские разделы и полностью превратился в СМИ почти без пользовательского контента
. В разные годы издание запускало на своей площадке радио, магазин одежды, собственную вики-энциклопедию и другие проекты. Основными авторами сайта были Гриша Пророков, Антон Мухатаев (экс-IGN Russia), Рита Попова, Артём Лучко, помимо прочих.
С первого января 2016 года холдинг Look At Media заморозил издание: сайт продолжил работать без добавления новых материалов. Многие его сотрудники перешли на работу в другие издания холдинга — The Village, Wonderzine и Furfur. Бывший главный редактор издания Рита Попова назначена директором по продукту в англоязычное издание холдинга Hopes&Fears.
...текущая повестка LAM стала менее актуальной в современной России... LAM — это сильный бренд, который начнёт новую жизнь, просто не в данный исторический момент.Алексей Амётов о приостановке издания

## Награды
В 2009 году Василий Эсманов по единогласному решению жюри стал лауреатом премии «Медиа-Менеджер России — 2009» в номинации «Новые медиа» с формулировкой «За создание единственного в России медийного молодёжного интернета».